# Avram Iancu
Avram Iancu (ur. 1824 w Vidra de Sus, zm. 10 września 1872 w Baia de Criș) – rumuński prawnik i działacz niepodległościowy.

## Życiorys

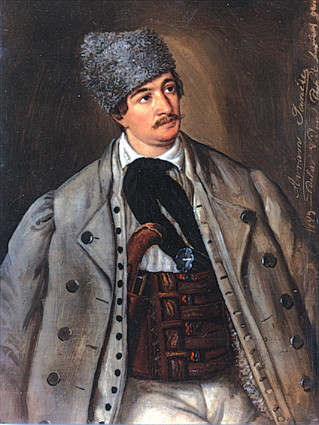

Pochodził z ubogiej chłopskiej rodziny, zamieszkującej w zachodniej Transylwanii. Mimo tego uzyskał gruntowne wykształcenie, w latach 1844-1847 studiował prawo w szkole prowadzonej przez pijarów w Klużu. Po ukończeniu szkoły podjął pracę kancelisty w sądzie w Târgu Mureș. 
W 1848 roku dotarły do niego informacje o początkach rewolucji w Peszcie i Wiedniu. Iancu z jednej strony popierał idee równości i braterstwa, ale równocześnie oczekiwał zapewnienia Rumunom warunków do rozwijania się jako odrębny naród. Na kongresie rumuńskich intelektualistów, który odbył się w dniach 15-17 maja 1848, przewodził delegacji z rejonu Gór Zachodniorumuńskich. 
Po powrocie w rodzinne strony zaczął gromadzić chłopów i tworzyć z nich oddziały wojskowe. Jesienią 1848 roku oddziały te współpracowały z armią austriacką przy przejmowaniu kontroli nad terenami Siedmiogrodu zajętymi przez Węgry. Iancu dowodził armią ok. 20-25 tys. ludzi, większość z nich stanowili chłopi, wojskowych było niewielu, kadrę oficerską tworzyli prawnicy bądź księża. Pozbawieni nowoczesnej broni i przeszkolenia wojskowego nie stanowili dużej siły militarnej. Powstańcy węgierscy pod dowództwem Józefa Bema między listopadem 1848 a marcem 1849 odzyskali większość Siedmiogrodu (z wyjątkiem obsadzonych przez Austriaków twierdz w Alba Iulia i Deva). 
W kwietniu 1849 roku rozpoczęły się negocjacje między Avramem Iancu a Lajosem Kossuthem. Iancu zgadzał się z liberalnym programem Węgrów, ale nie mogli dojść do porozumienia w kwestii samostanowienia narodowego Rumunów. Kossuth zapewniał im prawa równe innym narodów, wolność religijną i prawo do używania własnego języka, ale w ramach politycznie jednolitych Węgier, podczas gdy Iancu domagał się autonomii. Rozmowy trwały do 3 sierpnia 1849, kiedy to wobec wzrastającej przewagi wojsk rosyjskich i austriackich Iancu wysłał do Kossutha list, w którym poinformował, że w obecne okoliczności uniemożliwiają kontynuowanie negocjacji. Zapewnił przy tym, że na dowód dobrej woli jego oddziały nie zaatakują powstańców, chyba że zostaną do tego sprowokowane. 
Po upadku powstania Iancu był jednym z przywódców rumuńskich, którzy w roku 1850 i 1851 odwiedzali Wiedeń, by nakłonić cesarza i jego urzędników do przyznania Rumunii autonomii. Niepowodzenie tych starań głęboko go rozczarowało, wycofał się z życia publicznego i resztę życia spędził w rodzinnych Górach Zachodniorumuńskich. 
Jego rodzinną miejscowość Vidra de Sus przemianowano na Avram Iancu.